# Kirkeligt Centrum
Kirkeligt Centrum var en midtersøgende kirkelig bevægelse indenfor den danske folkekirke, der udgjorde en tredje retning og dermed et alternativ til Indre Mission og grundtvigianismen.

## Historie
Bevægelsen havde sine rødder i et præstekonvent på Tåsinge, der fandt sted i 1899. I 1904 dannedes organisationen, der blev formelt organiseret året efter. Kirkeligt Centrum blev opløst efter uenigheder, men rekonstrueret i 1921. Målet var fra starten at forene folkekirkens fløje på midten, så folkekirken hverken blev missionshus eller grundtvigske mødesteder.
Særligt i mellemkrigstiden besad folk fra bevægelsen vigtige poster i folkekirken, ligesom Kirkeligt Centrum generelt tog aktiv del i den kirkelige debat.
I 2017 forsøgte foreningen at omdanne sig til et løsere netværk i håb om at give ny dynamik og flere aktive, men det skete ikke. Foreningen valgte derfor i 2020 at opløse sig selv efter flere år med vigende opbakning og deraf følgende presset økonomi. Dens sidste formand var sognepræst Kaj Bollmann, Jyllinge Sogn. En del af forklaringen på, at Kirkeligt Centrum svandt ind er ifølge lektor emeritus i praktisk teologi på Københavns Universitet Hans Raun Iversen, at kampene mellem fløjene i folkekirken er aftaget, og at Kirkeligt Centrums midterposition derfor ikke har synes nødvendig.
Kirkeligt Centrums værdier blev ved nedlæggelsen doneret til Danske Kirkedage.